# Atalay Filiz
Atalay Filiz (geb. am 2. Juni 1986 in Bandırma)  ist ein mutmaßlicher türkischer Mehrfachmörder. Im Jahr 2013 soll er mit einem Gewehr zwei Personen in Ankara erschossen und am 27. Mai 2016 in Tuzla eine Frau erstochen haben. Die Fahndung nach ihm und seine Festnahme beherrschten mehrere Wochen lang die Schlagzeilen der türkischen Presse. Er wurde im Juni 2016 in Menderes verhaftet. 
Filiz wuchs in Istanbul auf und besuchte das Galatasaray-Gymnasium. Im Jahre 2006 ging Filiz zum Studium nach Paris. 2011 kehrte er in die Türkei zurück, ohne das Studium beendet zu haben. Er lebte anschließend in Ankara. 
Seiner Familie erzählte er, dass er dort an seiner Doktorarbeit im Fach Biologie an der Technischen Universität des Nahen Ostens schreibe. Nach Angaben der Tageszeitung Sabah verbrachte er die Zeit mit der Lektüre von Krimis und glaubte, dass diese Botschaften für ihn enthielten. So sei der Plan entstanden, seine beiden engsten Freunde zu töten. Filiz besorgte sich ein Gewehr und erschoss am 16. September 2013 ein befreundetes Pärchen, das er bereits aus Paris kannte, auf offener Straße und wurde anhand von Überwachungskameras als Täter identifiziert. Anschließend tauchte Filiz unter,  nahm eine falsche Identität namens Furkan Altın an und hielt sich mit Gelegenheitsjobs über Wasser. 
Im Mai 2016 erstach Filiz eine Lehrerin, die Frau seines Chefs, der ihm eine Bleibe besorgt hatte. Die Verbindung beider Taten war durch die Fingerabdrücke, die Filiz an beiden Tatorten hinterlassen hatte, möglich. Diese Tat in Tuzla und die Verbindung zu dem Doppelmord 2013 in Ankara sorgten für ein erhebliches Medienecho. Bilder von Filiz erschienen in zahlreichen Zeitungen. In Fiiz’ Heimatstadt Bandırma wurde nach einer angeblichen Sichtung Filiz’ Fehlalarm ausgelöst. Weitere Fehlalarme wurden beispielsweise in Manisa, Eskişehir, Izmir, Adana, Burdur und Isparta ausgelöst. Allein in Izmir gingen bis zum 5. Juni 500 Hinweise aus der Bevölkerung ein.  Nach der Tat versteckte sich Filiz in Wäldern der Umgebung von Izmir, wurde aber nach Hinweisen aus der Bevölkerung gefasst, als er in die Stadt kam, um sich Lebensmittel zu besorgen. Bei seiner Ergreifung leistete er keinen Widerstand. Die Polizei stellte mehrere falsche Ausweise und Führerscheine und auf andere Personen ausgestellte Kreditkarten sicher. Bei den ersten Verhören gestand Filiz die Taten. Er erklärte, dass er sich teilweise von Käfern und Fröschen ernährt habe, um nicht zu verhungern.
Die türkische Presse bezeichnete Filiz als Serienmörder. Ermittlungsbeamte teilten diese Einordnung nicht. Im Rahmen der Ermittlung wurden 2016 die Vernehmungsprotokolle der Eltern aus dem Jahr 2013 der Presse zugespielt.
Die Presse zeichnete jede einzelne Station von Filiz' Flucht seit der letzten Tat nach. Des Weiteren wurde darüber spekuliert, dass Filiz seine Freundin umgebracht haben müsse. Nach den ersten Wochen in Haft gab es ferner diverse Meldungen, dass Filiz im Gefängnis angegriffen und getötet worden sei.